# Bangladeschische Badmintonmeisterschaft 1980
Die Bangladeschische Badmintonmeisterschaft 1980 war die 6. Austragung der nationalen Titelkämpfe im Badminton in Bangladesch. 

## Sieger und Finalisten
| Disziplin         | Gold                                                          | Silber                                               |
| ----------------- | ------------------------------------------------------------- | ---------------------------------------------------- |
| Herreneinzel      | Golam Aziz Zilani (Distrikt Rajshahi)                         | Monsur Ahmed Khan Penu (Biman)                       |
| Dameneinzel       | Dilruba Nur Champa (Distrikt Rajshahi)                        | Sayeeda Marrium Tareq (Biman)                        |
| Herrendoppel      | Monsur Ahmed Khan Penu Monoar Ul Alam Babul (Biman)           | Tapan Trideb (Distrikt Chittagong)                   |
| Damendoppel       | Dilruba Nur Champa Rozina (University of Rajshahi)            | Sayeeda Marrium Tareq Shaheb Banu Munni (Biman)      |
| Mixed             | Golam Aziz Zilani Dilruba Nur Champa (University of Rajshahi) | Monsur Ahmed Khan Penu Sayeeda Marrium Tareq (Biman) |
| Veteranendoppel   | R. Karim N. Islam (Distrikt Rajshahi)                         | A. Islam M. A. Gani (Distrikt Dhaka)                 |
| Junioreneinzel    | Sultan Arefin Badar (Distrikt Dhaka)                          | M. Ali Aiub (Distrikt Dhaka)                         |
| Juniorendoppel    | Abu Naser Azaz Habib Hasan (SMA)                              | M. Ali Aiub M. Arefin Badar (Distrikt Dhaka)         |
| Juniorinneneinzel | Nazia Akhter Juthi (Distrikt Dhaka)                           | Rokeya Beg (Distrikt Dhaka)                          |
| Juniorinnendoppel | Rokeya Beg Nazia Akhter Juthi (Distrikt Dhaka)                | Sabana Hossain Urmi Lohani (SMA)                     |